# 卡諾波利斯 (堪薩斯州)
卡諾波利斯（英語：Kanopolis）是一個位於美國堪薩斯州埃爾斯沃思縣的城市。

## 地方資料
根據2020年美國人口普查的數據，卡諾波利斯的面積為3.05平方千米，當中陸地面積為3.05平方千米，而水域面積為0.00平方千米。當地共有人口443人，而人口密度為每平方千米145.25人。